# Let It Beat!
«Let it beat!» es el noveno sencillo del grupo AAA: Attack All Around, fue lanzado el 15 de febrero de 2006. AAA consiguió bastante más éxito con este tema, por ahora es el tema que mejor puntuación llegó a tener en el Oricon Style. Este es el quinto sencillo perteneciente a su segundo álbum, ALL.

## Listado de temas

### CD
1. «Let it beat!»
2. «DRAGON FIRE» ~Live version~ -1st ATTACK ROUND 2- at Shibuya-AX on 24th of March 2006
3. «Let it beat!»　~Instrumental~

### DVD
1. «Let it beat!»

- Datos: Q1114105